# Order Orła Esteńskiego
Order Orła Esteńskiego (it. Ordine dell'Aquila Estense) – ustanowione w 1855 odznaczenie włoskiego księstwa Modeny i Reggio, obecnie order domowy Habsburgów-Este, sekundogenitury głównej (cesarskiej) linii Habsburgów Lotaryńskich.

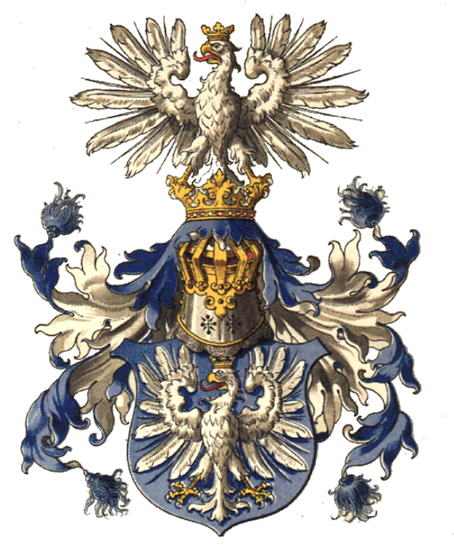
Biały Orzeł dynastii d’Este

## Historia
Order został ustanowiony 28 grudnia 1855 przez Franciszka V, arcyksięcia Austrii i ostatniego księcia Modeny i Reggio przed wchłonięciem państewka przez Królestwo Włoch, i istniał jako odznaczenie państwowe tylko przez pięć lat, po czym stał się (rzadko nadawanym) orderem domowym esteńskiej gałęzi Habsburgów.
Order posiadał dwie kategorie, cywilną i wojskową, oraz trzy klasy:
- Kawaler Wielkiego Krzyża (liczba odznaczonych mogła wynosić najwyżej 10 osób, nie licząc cudzoziemców)
- Komandor (20 osób)
- Kawaler (60 osób).

Otrzymanie orderu oznaczało dla kawalerów stanu nieszlacheckiego nadanie dziedzicznego szlachectwa.
Noszenie orderu było tolerowane za czasów panowania dynastii sabaudzkiej, ale Republika Włoska zabroniła w 1951 zakładania go obok odznaczeń państwowych bez specjalnego zezwolenia prezydenta państwa.

## Insygnia
Insygnia orderu to oznaka oraz gwiazda I. klasy. Oznaką jest obustronnie emaliowany na biało krzyż maltański z niebieskim obramowaniem, z kulkami na zakończeniach ramion i z ornamentami między ramionami. W niebieskim medalionie środkowym awersu znajduje się ukoronowany biały orzeł dawnej dynastii d’Este, otoczony napisem PROXIMA SOLI MDCCCLV, na rewersie podobizna patrona Modeny, św. Kontarda, otoczona napisem S. CONTARDUS ATESTINUS. Niekiedy pojawiają się egzemplarze z rzymskimi cyframi XXV i XXX na rewersie, prawdopodobnie krzyże nadawane za wysługę lat. Order posiadał trzy różnorakie zawieszki: trofeum dla wojskowych, wieniec laurowy dla cywilów i koronę królewską dla cudzoziemców.
Gwiazda I. klasy była srebrna, ośmiopromienna, i nosiła na sobie awers oznaki. Order był noszony na białej wstążce z obustronnymi pojedynczymi niebieskimi bordiurami.
| Sposoby noszenia orderu |          |                          |
| Baretki                 |          |                          |
| Kawaler                 | Komandor | Kawaler Krzyża Wielkiego |